# Papa Gregorio XIV
Gregorio XIV, in latino Gregorius PP. XIV, nato Niccolò Sfondrati o Nicola Sfondrati (Somma Lombardo, 11 febbraio 1535 – Roma, 16 ottobre 1591), è stato il 229º papa della Chiesa cattolica  e sovrano dello Stato Pontificio dall'8 dicembre 1590 alla morte.

## Biografia
Niccolò Sfondrati nacque a Somma Lombardo, cittadina sulla sinistra del Ticino, antico feudo della famiglia Visconti che vi possedeva un castello, ancora oggi presente. Il padre era il conte Francesco Sfondrati; la madre era Anna Visconti, appartenente al ramo sommese della famiglia ducale. In quanto figlio primogenito, fu lui ad ereditare il titolo di conte del Sacro Romano Impero e gli averi del padre: duca e signore di Vallassina, Pusiano, Bosisio, Sueglio, Mojana, Garbagnate, Borima, Masnaga, Tregolo, Tabiago, Mandello, Bellano e Dervio. Ereditò anche il titolo di patrizio di Milano e di Cremona.
Nel 1543 la madre morì partorendo il settimo figlio; il padre Francesco, rimasto vedovo, decise di mettersi al servizio della Chiesa e si trasferì a Roma, dove venne poi creato cardinale da papa Paolo III.
Niccolò studiò all'Università di Perugia e poi all'Università di Padova; si laureò a Pavia. Al termine degli studi decise di abbracciare la vita ecclesiastica. Nel 1551 ricevette l'ordinazione sacerdotale.
Il 20 giugno 1552, re Filippo II di Spagna, in qualità di duca di Milano, lo elesse quale membro del senato della capitale lombarda. Contemporaneamente egli entrò a far parte del clero milanese, ove fece conoscenza dell'allora arcivescovo di Milano, il cardinale Carlo Borromeo, la cui figura morale ebbe grande influenza su di lui. In seguito divenne presidente del governo di Siena. Nominato vescovo, partecipò al Concilio di Trento. Durante il concilio il vescovo Sfondrati ebbe un ruolo importante, prendendo parte a tutte le sessioni dal 1561 alla conclusione, avvenuta nel 1563; in particolare fu tenace assertore circa l'obbligo dei vescovi di risiedere nella propria diocesi, argomento che fu accettato solo dopo molte discussioni. Fu poi membro della commissione incaricata di preparare la lista dei libri da mettere all'Indice (17 febbraio 1562) e, dal 21 giugno 1563, della commissione ad conficiendos canones de matrimonio.
Nominato vescovo di Cremona il 13 marzo 1560, all'inizio del pontificato di Pio IV, applicò gli insegnamenti del Concilio di Trento nella sua diocesi a partire dal 1564, dopo essere rimasto lontano per quattro anni a causa della partecipazione al Concilio.
Creato cardinale presbitero nel 1583, nel 1585 fu insignito del titolo di Santa Cecilia.

Durante la sua permanenza a Roma come cardinale divenne molto amico di san Filippo Neri e sostenne la sua idea di oratorio. Partecipò ai tre conclavi che si tennero dal 1585 al 1590.

### Cronologia incarichi
- 1551: è nominato abate di Civate

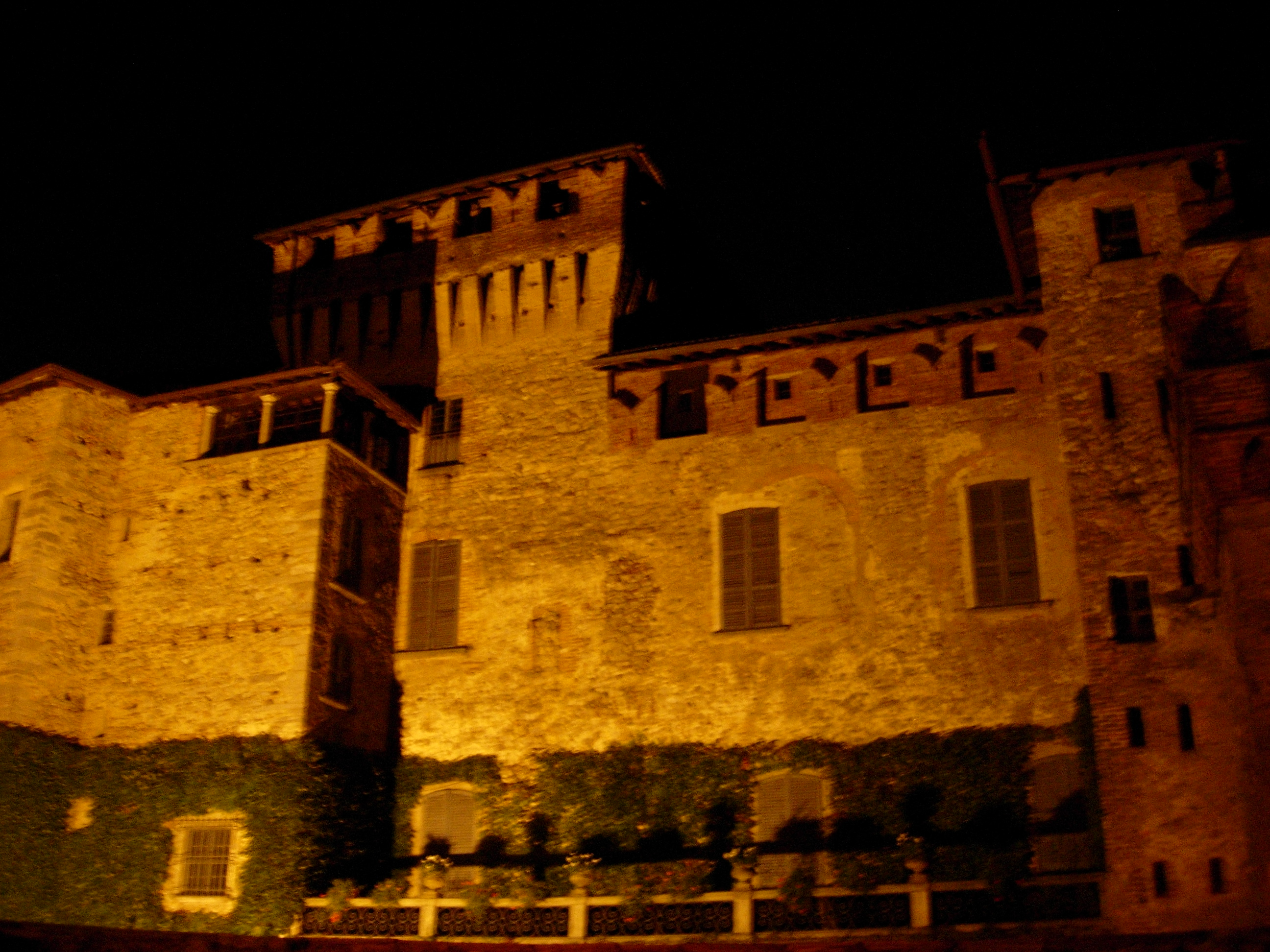
Il castello di Somma Lombardo ove nacque Gregorio XIV

- 13 marzo 1560: è nominato vescovo di Cremona, incarico che tiene fino all'elezione al pontificato
- 12 dicembre 1583: è creato cardinale presbitero
- 14 gennaio 1585: ottiene il titolo cardinalizio di Santa Cecilia
- 5 dicembre 1590: viene eletto romano pontefice.

### Il secondo conclave del 1590
Alla morte di Urbano VII il Sacro Collegio dei Cardinali era formato da 67 membri; di essi 54 si riunirono in conclave, il quale durò poco meno di due mesi: si aprì l'8 ottobre e si concluse il 5 dicembre. 

La Spagna era il Paese che esercitava la maggiore influenza sulla nomina del romano pontefice. Madrid presentò una lista di sette candidati che il re avrebbe desiderato vedere sul Soglio di Pietro, tra i quali figurava anche il cardinal Sfondrati.

I suoi avversari caddero uno dopo l'altro: dapprima il marchigiano Ippolito Aldobrandini, poi il bolognese Gabriele Paleotti, quindi il cardinale protopresbitero Michele Bonelli, infine il vescovo di Orvieto, Girolamo Simoncelli.

I membri del collegio cardinalizio trovarono infine un consenso sul vescovo di Cremona. Niccolò Sfondrati fu eletto papa nel pomeriggio del 5 dicembre 1590 nel Palazzo Vaticano. L'8 dicembre fu incoronato; scelse il nome pontificale di Gregorio XIV.

## Il pontificato

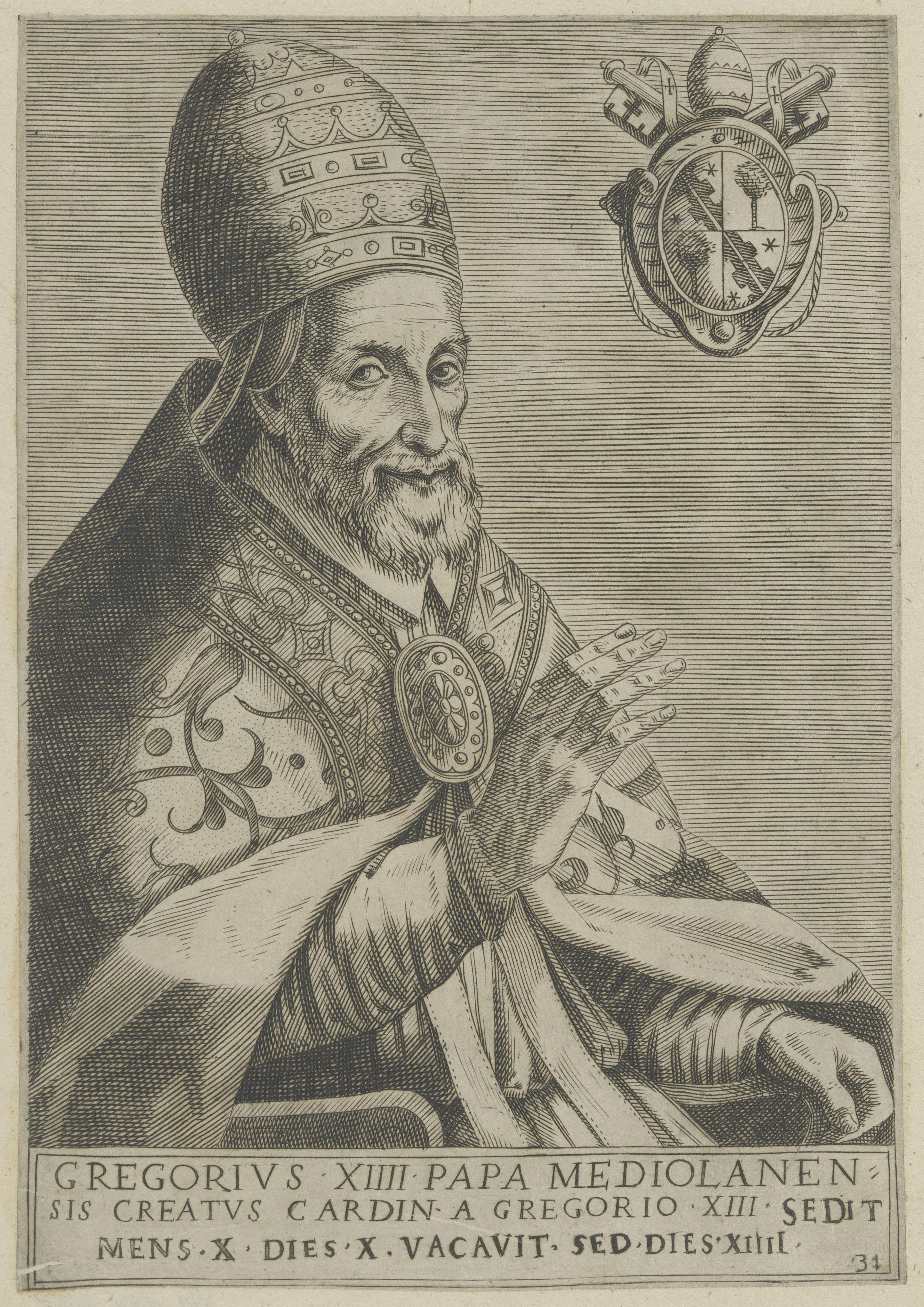
Philip Galle, Papa Gregorio XIV (1591); incisione, 23,5×16,4 cm, collezione d'arte della Fortezza di Coburgo

- Sovrintendente generale: Paolo Emilio Sfondrati (1590-1591)
- Vice-Cancelliere: Alessandro Damasceni Peretti (1589-1623)
- Camera Apostolica:
  - Camerlengo: Enrico Caetani (1587-1599)
  - Tesoriere: Bartolomeo Cesi (1589-1596)
- Congregazioni
  - Inquisizione: Giulio Antonio Santori (1587-1602)
  - Indice: Philippe de Lénoncourt (1588-1592)
  - Concilio: Antonio Carafa (1586-1591)
  - Consulta: Domenico Pinelli (dal 1590)
- Tribunali della Curia
  - Penitenziere Maggiore: Ippolito Aldobrandini (1586-1592)
  - Prefetto della Segnatura Apostolica: ...; Paolo Emilio Sfondrati (1591-1610)
  - Decani della Rota Romana: Giovanni Battista de Rubeis (1573-1590); Séraphin Olivier-Razali (1590-1602)
- Vicario per la diocesi di Roma: Girolamo Rusticucci (1588-1603)

### Relazioni con le istituzioni della Chiesa
- Il 18 febbraio 1591 confermò l'ordine dei Chierici regolari minori, fondato da Francesco Caracciolo nel 1588;
- Il 21 settembre 1591 riconobbe l'ordine dei Chierici regolari Ministri degli Infermi, fondato da Camillo de Lellis nel 1582 (Sisto V ne aveva già approvato gli statuti nel 1586);
- Il pontefice ribadì la disposizione conciliare secondo la quale i vescovi dovevano essere domiciliati nelle loro diocesi.
- Il 19 dicembre 1590 creò cardinale il nipote Paolo Emilio Sfondrati, conferendogli successivamente il titolo di cardinale presbitero di Santa Cecilia e facendo di lui quindi un cardinal nipote. Con questo atto Gregorio XIV inaugurò la pratica di creare cardinali nipoti la cui investitura formale coincideva de facto con la nomina, separandola così dalla prassi ordinaria seguita per gli altri cardinali.[5]

### Provvedimenti in materia liturgica
- Il 7 febbraio 1591 istituì la commissione incaricata di portare a termine l'opera di revisione della Vulgata (versione latina ufficiale della Bibbia) avviata dal predecessore Sisto V. Il 21 aprile successivo approvò la nomina dei membri della commissione. Il futuro cardinale Roberto Bellarmino, rientrato in Roma dopo la morte di Sisto V (che lo aveva allontanato), consigliò Gregorio XIV di non proibire la Bibbia in volgare italiano, ma di farla correggere; si allestì infatti un gruppo di studiosi che si misero all'opera per eliminare i numerosi errori della traduzione biblica precedente.
- Il 25 aprile 1591 il pontefice stabilì l'obbligo per i cardinali di indossare abiti di colore rosso e di portare un copricapo a forma di calotta emisferica, sempre di colore rosso. Divenne popolare col nome di zucchetto. Estese l'uso del noto cappello a larga tesa (galero) anche ai cardinali provenienti da ordini religiosi. Conferì personalmente il galero ai cardinali Michele Bonelli e Girolamo Bernerio (domenicani) e Gregorio Petrocchini (agostiniano).

### Provvedimenti in materia di etica e morale
- Con la bolla Cogit nos depravata (21 marzo 1591) il pontefice estese il divieto di scommessa (fino ad allora limitato all'elezione papale) sulla creazione di cardinali ed anche sulla proclamazione dei santi[6];
- Con un decreto datato 18 aprile 1591 ordinò che i nativi delle Filippine, costretti in schiavitù dagli europei, fossero lasciati liberi e, sotto pena di scomunica, comandò che si interrompesse la tratta degli schiavi nell'arcipelago[7];
- Con la bolla Cum Alias (24 maggio 1591) intese limitare il diritto d'asilo, introducendo l'esclusione per i colpevoli dei crimini più gravi (banditismo, omicidio, assassinio su commissione, lesa maestà)[8];
- Con la Constitutio moderatoria (31 maggio 1591) il pontefice punì sia chi si sottoponeva all'aborto sia chi lo favoriva e procurava venena sterilitatis;
- Gregorio XIV ostacolò la castrazione, che veniva praticata per ottenere voci bianche.

### Relazioni con i monarchi europei
Gregorio XIV ribadì la scomunica al re di Francia, Enrico IV, già comminata dal suo predecessore Sisto V. Però, rispetto a Sisto V, che aveva cercato il raggiungimento di un equilibrio tra Francia e Spagna, Gregorio XIV si schierò nettamente per una delle due parti in campo, la Spagna di Filippo II (il conflitto terminò nel 1594, dopo la morte del pontefice). Dopo aver dichiarato Enrico IV eretico e persecutore della Chiesa, fece radunare un esercito mercenario per attaccare la Francia. Inoltre sovvenzionò con 15 000 scudi la Lega Cattolica nella sua lotta contro i protestanti ugonotti, utilizzando i fondi accumulati durante il pontificato di papa Sisto V.

### Governo dello Stato Pontificio
Gregorio XIV nominò Segretario di Stato il nipote Paolo Emilio Sfondrati, affinché trovasse valido supporto nelle difficili scelte.
Nel 1590/91 una serie di malattie infettive (tra cui la peste) uccise a Roma migliaia di persone. In quell'occasione il pontefice ebbe modo di conoscere Camillo de Lellis e Luigi Gonzaga, che si prodigarono in maniera encomiabile al sollievo della popolazione, offrendo un fulgido esempio di carità cristiana.
L'amministrazione civile dovette fronteggiare inoltre le gravi carestie che nello stesso periodo si diffusero in diverse aree del territorio. Cercò inoltre di debellare il banditismo che imperversava nella campagna romana.

### Patrono di arti e scienze
Nel 1591 il pontefice affidò la direzione del Collegio di Sant'Atanasio di Roma (oggi Pontificio Collegio greco) ai Gesuiti (essi la tennero fino al 1602).

## Morte e sepoltura
Gregorio XIV morì la notte del 16 ottobre 1591 a Roma, a causa di un aggravamento della calcolosi biliare che lo affliggeva. Aveva 56 anni. È sepolto nella Basilica Vaticana.

## Creazione di nuove diocesi
- 10 maggio 1591 (bolla Regiminis Universae Ecclesiae):
  - Diocesi di Oria (la diocesi riacquistò l'autonomia dopo cinque secoli, venendo sciolta dall'unione con l'arcidiocesi di Brindisi).

## Concistori
Papa Gregorio XIV durante il suo pontificato ha creato cinque cardinali nel corso di due distinti concistori.

## Genealogia episcopale
La genealogia episcopale è:
- Vescovo Melchiorre Crivelli, O.P.
- Papa Gregorio XIV

## Albero genealogico
|                                                   |                |                                          | Genitori                                    |  |  | Nonni |  |  | Bisnonni                                 |  |  | Trisnonni                               |  |
|                                                   |                |                                          |                                             |  |  |       |  |  | Francesco Sfondrati, patrizio di Cremona |  |  | Ludovico Sfondrati, patrizio di Cremona |  |
|                                                   |                |                                          |                                             |  |  |       |  |  | Francesco Sfondrati, patrizio di Cremona |  |  | Ludovico Sfondrati, patrizio di Cremona |  |
|                                                   |                | …                                        |                                             |  |  |       |  |  | Francesco Sfondrati, patrizio di Cremona |  |  |                                         |  |
| Giovanni Battista Sfondrati, patrizio di Cremona  |                |                                          |                                             |  |  |       |  |  | Francesco Sfondrati, patrizio di Cremona |  |  |                                         |  |
|                                                   |                | Lavinia Parravicini                      | …                                           |  |  |       |  |  |                                          |  |  |                                         |  |
|                                                   |                | Lavinia Parravicini                      | …                                           |  |  |       |  |  |                                          |  |  |                                         |  |
|                                                   |                | Lavinia Parravicini                      | …                                           |  |  |       |  |  |                                          |  |  |                                         |  |
| Francesco Sfondrati, conte, I signore di Bellagio |                | Lavinia Parravicini                      |                                             |  |  |       |  |  |                                          |  |  |                                         |  |
|                                                   |                | Signorolo II Omodei, patrizio milanese   | Giovanni XI Omodei                          |  |  |       |  |  |                                          |  |  |                                         |  |
|                                                   |                | Signorolo II Omodei, patrizio milanese   | Giovanni XI Omodei                          |  |  |       |  |  |                                          |  |  |                                         |  |
|                                                   |                | Signorolo II Omodei, patrizio milanese   | Margherita Brugora                          |  |  |       |  |  |                                          |  |  |                                         |  |
| Margherita Omodei                                 |                | Signorolo II Omodei, patrizio milanese   |                                             |  |  |       |  |  |                                          |  |  |                                         |  |
|                                                   |                | Lucia Trivulzio                          | Giacomello Trivulzio, consignore di Codogno |  |  |       |  |  |                                          |  |  |                                         |  |
|                                                   |                | Lucia Trivulzio                          | Giacomello Trivulzio, consignore di Codogno |  |  |       |  |  |                                          |  |  |                                         |  |
|                                                   |                | Lucia Trivulzio                          | Isabella Conti                              |  |  |       |  |  |                                          |  |  |                                         |  |
| Gregorio XIV                                      |                | Lucia Trivulzio                          |                                             |  |  |       |  |  |                                          |  |  |                                         |  |
|                                                   | Guido Visconti | Giambattista Visconti                    |                                             |  |  |       |  |  |                                          |  |  |                                         |  |
|                                                   | Guido Visconti | Giambattista Visconti                    |                                             |  |  |       |  |  |                                          |  |  |                                         |  |
|                                                   | Guido Visconti | Regola Galeazzi                          |                                             |  |  |       |  |  |                                          |  |  |                                         |  |
| Antonio Visconti, conte di Lonate Pozzolo         | Guido Visconti |                                          |                                             |  |  |       |  |  |                                          |  |  |                                         |  |
|                                                   |                | Leta Manfredi                            | Guido Antonio Manfredi, signore di Faenza   |  |  |       |  |  |                                          |  |  |                                         |  |
|                                                   |                | Leta Manfredi                            | Guido Antonio Manfredi, signore di Faenza   |  |  |       |  |  |                                          |  |  |                                         |  |
|                                                   |                | Leta Manfredi                            | Bianca Trinci                               |  |  |       |  |  |                                          |  |  |                                         |  |
| Anna Visconti                                     |                | Leta Manfredi                            |                                             |  |  |       |  |  |                                          |  |  |                                         |  |
|                                                   |                | Gianfermo Trivulzio, signore di Ferraria | Antonio Trivulzio, signore di Codogno       |  |  |       |  |  |                                          |  |  |                                         |  |
|                                                   |                | Gianfermo Trivulzio, signore di Ferraria | Antonio Trivulzio, signore di Codogno       |  |  |       |  |  |                                          |  |  |                                         |  |
|                                                   |                | Gianfermo Trivulzio, signore di Ferraria | Francesca Visconti Aicardi                  |  |  |       |  |  |                                          |  |  |                                         |  |
| Maddalena Trivulzio                               |                | Gianfermo Trivulzio, signore di Ferraria |                                             |  |  |       |  |  |                                          |  |  |                                         |  |
|                                                   |                | Margherita Valperga                      | Giacomo Valperga, conte di Masino           |  |  |       |  |  |                                          |  |  |                                         |  |
|                                                   |                | Margherita Valperga                      | Giacomo Valperga, conte di Masino           |  |  |       |  |  |                                          |  |  |                                         |  |
|                                                   |                | Margherita Valperga                      | Violante Grimaldi                           |  |  |       |  |  |                                          |  |  |                                         |  |
|                                                   |                | Margherita Valperga                      |                                             |  |  |       |  |  |                                          |  |  |                                         |  |